# Крысы в Нью-Йорке

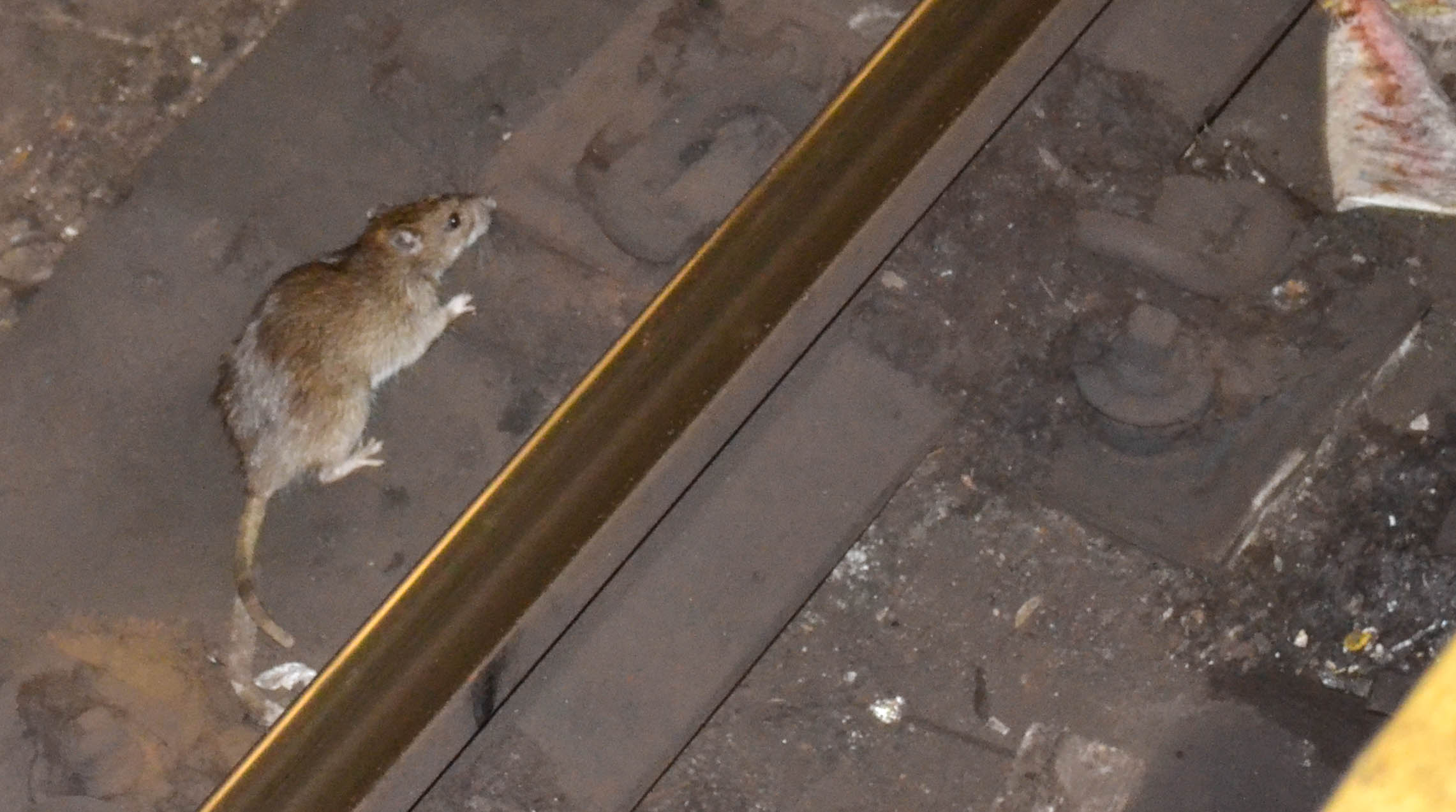
Крыса в Нью-Йоркском метро

Крысы в Нью-Йорке широко распространены, так как они находятся во многих густонаселенных районах. Они считаются культурным наследием города. Долгое время количество крыс в Нью-Йорке было неизвестно, и распространенная городская легенда гласила, что крыс в пять раз больше, чем людей. Однако, по оценкам исследования 2014 года, в Нью-Йорке насчитывается примерно 2 миллиона крыс, что составляет почти четверть человеческого населения Нью-Йорка.
В городской популяции крыс преобладает серая крыса (также известная как норвежская крыса). Средняя масса тела взрослой особи составляет 350 граммов (12 унций) у самцов и около 250 граммов (8,8 унции) у самок. Взрослая крыса может протискиваться через отверстия или щели шириной 1 дюйм (25 мм), перепрыгивать расстояние по горизонтали до 4 футов (1,2 м) (или по вертикали с плоской поверхности до 3 футов (0,91 м)), выживать при падении с высоты почти 40 футов (12 м).
Нью-йоркские крысы переносят патогенные микроорганизмы, которые могут вызывать диарею, рвоту и лихорадку у людей, особенно у детей. Патогены, которые они переносят, включают бактерии, такие как Clostridium difficile (C. diff), сальмонелла, кишечная палочка и лептоспира. Бактерии бартонеллы вызывают фелиноз, траншейную лихорадку и болезнь Каррона. Эти бактерии могут распространяться при контакте с крысиной слюной, мочой или фекалиями. Крысы могут переносить болезнетворные вирусы, такие как саповирусы, кардиовирусы, кобувирусы, пареховирусы, ротавирусы, гепацивирусы и сеульский вирус. Крысы могут переносить блох, которые являются переносчиками таких заболеваний, как бубонная чума, тиф и пятнистая лихорадка. Кроме того, у некоторых людей возникает аллергическая реакция на присутствие шерсти, мочи или кала грызунов.
Жалобы на грызунов в Нью-Йорке можно подать онлайн или по номеру 3-1-1, а в руководстве по Нью-Йорку «Предотвращение появления крыс на вашей собственности» рассказывается о том, как Департамент здравоохранения города Нью-Йорка проверяет частную и общественную собственность на наличие крыс. Владельцы недвижимости, не прошедшие проверку, получают распоряжение комиссара и имеют пять дней на устранение проблемы. Если по истечении пяти дней имущество не проходит повторную проверку, владелец получает уведомление о нарушении и может быть оштрафован. Владельцу объекта выставляется счет за любую уборку или уничтожение, проводимые Департаментом здравоохранения.